# أرخبيل بوكاس ديل تورو
أرخبيل بوكاس ديل تورو (بالإنجليزية: Bocas del Toro Archipelago) مجموعة جزر تقع في البحر الكاريبي شمال غرب بنما. ويقع الأرخبيل ضمن مقاطعة بوكاس ديل تورو. أكبر المدن هي بوكاس ديل تورو والتي تسمى أيضا مدينة بوكاس ونقع على جزيرة كولون.
تضم الجزر التالية:
1. كايوس ثباتيا
2. جزيرة باستيمينتوس
3. جزيرة كارينيرو
4. جزيرة كايو أغوا
5. جزيرة كولون
6. جزيرة كريستوبال
7. جزيرة بوبا
8. جزيرة سولارتي